# باتا، استان پازارجیک
باتا (به بلغاری: Bata) روستایی در بلغارستان است که در استان پازارجیک واقع شده‌است. باتا ۴۷٫۷۰۴ کیلومتر مربع مساحت و ۱٬۳۰۵ نفر جمعیت دارد و ۴۳۱ متر بالاتر از سطح دریا واقع شده‌است.